# Влајкова тајна
Влајкова тајна је тв филм загребачког редитеља Едуарда Галића, снимљен 1976. године.

## Кратак садржај
Тема приче је брига и љубав Влајка, усамљеног чиновника, према напуштеном болесном детету... Кроз жртвовање главни јунак проналази смисао свог једноличног живота.

## Улоге
| Глумац            | Улога                |
| ----------------- | -------------------- |
| Марко Тодоровић   | Влајко               |
| Ирфан Менсур      | Никодије             |
| Ружица Сокић      | Перса                |
| Данило Стојковић  | Бата                 |
| Никола Милић      | Газда Милун          |
| Душан Јанићијевић | Чича                 |
| Олга Спиридоновић | Емилова баба         |
| Бранко Плеша      | Доктор               |
| Мелита Бихали     | Луткарка             |
| Предраг Тодоровић | Луткар               |
| Драгољуб Војнов   | Николче              |
| Властимир Јелић   | Виолиниста           |
| Весна Вујисић     | Еуфемија             |
| Дејан Мироња      | Еммил, Еуфенијин син |